# Dieter Hausold

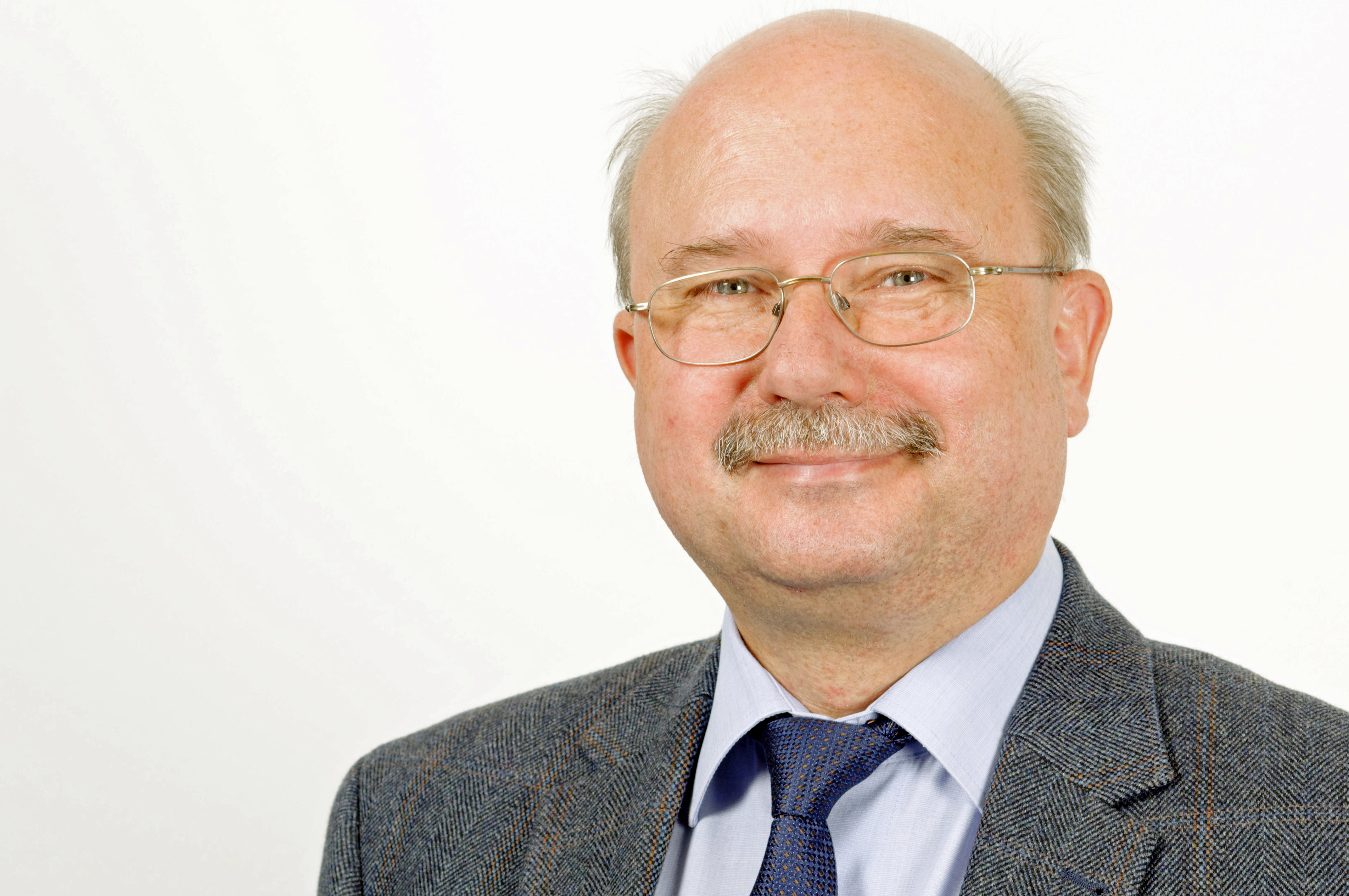
Dieter Hausold, 2011

Dieter Hausold (* 29. Oktober 1955 in Coschütz) ist ein deutscher Politiker (PDS, heute Die Linke). Er war von Dezember 1998 bis März 2006 Landesvorsitzender seiner Partei und von Oktober 2005 bis November 2009 Fraktionsvorsitzender der Linksfraktion und damit Oppositionsführer im Thüringer Landtag.

## Vita bis 1990
Von 1962 bis 1972 besuchte er die Polytechnische Oberschule in Greiz. Danach machte er eine Ausbildung zum Maschinen- und Anlagenmonteur. In den Jahren 1974 bis 1979 arbeitete er als Monteur und Lagerist im VEB Plasttechnik Greiz. Von 1980 bis 1983 studierte er an der Parteihochschule Karl Marx, danach war er bis 1990 Redakteur bei der Zeitung Volkswacht in Gera. Kurz vor der Wende stieg er zum stellvertretenden Chefredakteur auf, in der Umbruchsphase wählten ihn die Mitarbeiter zum Chefredakteur. Im Zuge der Privatisierung der Zeitung zur heutigen Ostthüringer Zeitung wurde er als SED-Mitglied entlassen.

## Parteikarriere
Ab 1990 bis Juni 2004 war Hausold als Angestellter des PDS-Landesverbandes Thüringen tätig. Dem Thüringer Landtag gehört er seit 2004 an. 1990 wurde Hausold ohne vorher andere Ämter innezuhaben Vorsitzender des Kreisverbandes Gera und blieb dies bis 1995. Seit 1994 gehörte er dem Landesvorstand an, ab 1996 als Stellvertretender Vorsitzender. Im Jahr 1998 wurde Hausold zum Landesvorsitzenden gewählt und übte diese Funktion bis März 2006 aus. Da bei der zusammen mit der Partei WASG 2007 endgültig gebildeten Linkspartei in Thüringen die Trennung von Partei- und Fraktionsvorsitz üblich ist, trat Hausold im März 2006 nicht erneut zur Wahl in den Landesvorstand an, nachdem er in der Landtagsfraktion zum Fraktionsvorsitzenden gewählt worden war.

## Politische und gesellschaftliche Ämter
Dieter Hausold war von 1990 bis 1994 Mitglied der Geraer Stadtverordnetenversammlung und Fraktionsvorsitzender der Fraktion Linke Liste/PDS. Seit 1994 ist er Mitglied des Geraer Stadtrates in der PDS-Fraktion (seit 2007: Linksfraktion), wo er bis 2001 ebenfalls Vorsitzender war. Seit Juli 2009 ist er Vorsitzender des Geraer Stadtrates.
Von 2004 bis 2019 gehörte Hausold als direkt gewählter Abgeordneter des Wahlkreises Gera II dem Thüringer Landtag an. Ende 2005 wurde er – nach dem Wechsel von Bodo Ramelow in den Bundestag – Vorsitzender der Fraktion Die Linkspartei.PDS (seit 2007: Linksfraktion). Nach der Landtagswahl 2009 wurde er von der Linksfraktion zunächst vorläufig – bis zu einer noch ausstehenden Regierungsbildung – in diesem Amt bestätigt. Da die SPD sich für eine Koalition mit der CDU und gegen eine Zusammenarbeit mit der Linkspartei entschied, übernahm am 3. November 2009 wieder Bodo Ramelow den Fraktionsvorsitz. Nachdem er zur Landtagswahl 2014 sein Direktmandat verteidigt hatte, trat er zur Landtagswahl 2019 nicht mehr an.
Daneben ist Hausold Mitglied des Verwaltungsrates der Sparkasse Gera-Greiz und Vorsitzender des Aufsichtsrates der OTEGAU – Ostthüringer Entwicklungsgesellschaft für Arbeit und Umwelt.
Dieter Hausold ist verheiratet und hat ein Kind. Er wohnt in Gera.